# 葉期頤
葉期頤，台灣淡水廳擺接堡（今永和、中和、板橋、土城一帶）人，祖籍泉州南安，清朝官員，舉人出身。

## 生平
葉期頤為舉人傅修之弟子。乾隆三十六年（1771年）倪元寬榜舉人，任河南西華縣知縣，之後擔任鄉試同考官。因其三位弟子皆曾解元，故稱「三元宗匠」。後以卓異保舉，任宣威州知州。